# 4591 Bryantsev
A 4591 Bryantsev (ideiglenes jelöléssel 1975 VZ) a Naprendszer kisbolygóövében található aszteroida. Tamara Szmirnova fedezte fel 1975. november 1-jén.